# Palitana
Palitana là một thành phố và khu đô thị của quận Bhavnagar thuộc bang Gujarat, Ấn Độ.
Thành phố nằm 50 km về phía tây nam của thành phố Bhavnagar và là một trung tâm hành hương lớn cho những tín đồ Jain.
Palitana được gắn liền với truyền thuyết và lịch sử Jain. Adinath, người đầu tiên của tirthankaras Jain, được cho là đã thiền định trên đồi Shatrunjaya, nơi những ngôi đền Palitana sau đó đã được xây dựng.
Bang Palitana đã là một tiểu quốc vương, thành lập năm 1194. Đây là một trong các tiểu quốc gia lớn ở Saurashtra, bao gồm diện tích 777 km². Năm 1921 nó đã có 58.000 cư dân ở 91 thôn, tạo ra doanh thu 744.416 Rs.
Năm 1656, con trai của Shah Jahan của Murad Baksh (lúc đó là Thống đốc Gujarat) cấp làng Palitana cho thương gia Jain Shantidas Jhaveri. Việc quản lý các đền thờ đã được giao cho Anandji Kalyanji ủy thác năm 1730. 

## Địa lý
Palitana có vị trí 21°31′B 71°50′Đ / 21,52°B 71,83°Đ Nó có độ cao trung bình là 67 mét (219 feet).

## Nhân khẩu
Theo điều tra dân số năm 2001 của Ấn Độ, Palitana có dân số 51.934 người. Phái nam chiếm 52% tổng số dân và phái nữ chiếm 48%. Palitana có tỷ lệ 64% biết đọc biết viết, cao hơn tỷ lệ trung bình toàn quốc là 59,5%: tỷ lệ cho phái nam là 71%, và tỷ lệ cho phái nữ là 57%. Tại Palitana, 15% dân số nhỏ hơn 6 tuổi.